# 旋条
もしかして
- 施条

ではありませんか？